# 광성고등학교 (인천)
광성고등학교(光星高等學校)는 대한민국 인천광역시 중구 도원동에 있는 사립 고등학교이다.

## 학교 연혁
- 1955년 2월 19일 : 인천 소년수양원 개원, 초대 교장 류충렬
- 1965년 12월 6일 : 교명변경 광성고등공민학교
- 1966년 11월 19일 : 학교법인 광성학원 인가, 초대 이사장 천명숙
- 1972년 3월 2일 : 광성상업고등학교 개교(9학급), 초대 교장 류충렬
- 1972년 12월 16일 : 교명변경 광성종합고등학교(15학급)
- 1973년 9월 5일 : 교명변경 광성고등학교(인문과 5학급)
- 2004년 1월 20일 : 충렬학원으로 법인명 변경
- 2005년 10월 21일 : 충렬학원 개교 50주년 기념식 거행
- 2023년 2월 3일 : 제49회 졸업(161명) 총 18,414명 졸업
- 2023년 3월 2일 : 제10대 송유진 교장 취임
- 2025년 3월 4일 : 제11대 정찬훈 교장 취임

## 참고 자료
- 광성고등학교 - 한국교육학술정보원 학교알리미